# 短體裸吻魚
短體裸吻魚（学名：Psilorhynchus breviminor）為輻鰭魚綱鯉形目裸吻魚科的一個種，分布於亞洲緬甸曼德勒和撣邦Ma Gawe河流域，體長可達4.9公分，棲息在沙石底質、水流快速的溪流，屬底棲性，生活習性不明。